# Partito Comunista della Bielorussia (1996)
Il Partito Comunista di Bielorussia (in bielorusso Камуністы́чная па́ртыя Белару́сі?, /Kamunistýčnaja pártyja Bielarúsi, in russo Коммунисти́ческая па́ртия Белару́си?, Kommunistíčeskaja pártija Belarúsi, KPB) è un partito politico bielorusso di ispirazione comunista fondato nel 1996 che supporta il presidente Aljaksandr Lukašėnka. Il capo del partito è Tatsyana Holubeva e il segretario è Igor Karpenko.

## Leader del partito
- Viktor Valyantynovich Chikin (novembre 1996 - novembre 2001)
- Mikalai Valerievich Zakharchenko (novembre 2001-29 luglio 2004)
- Tatsiana Genadevna Golubeva (4 marzo 2005-20 ottobre 2012)
- Ihar Vasilievich Karpenko (20 ottobre 2012-14 maggio 2017)
- Aleksey Mikolaevich Sokal (dal 14 maggio 2017)

## Storia
Il partito nasce nel 1996 da una scissione del Partito dei Comunisti di Bielorussia (PKB), ovvero il partito successore del Partito Comunista della Bielorussia di epoca sovietica.
Il 15 luglio 2006 il Partito Comunista di Bielorussia propose di fondersi con il Partito dei Comunisti di Bielorussia. Mentre il Partito Comunista di Bielorussia appoggia Lukašėnka, il Partito dei Comunisti di Bielorussia è uno dei principali partiti di opposizione. Secondo Sergej Kaljakin, segretario del PKB, la cosiddetta "riunificazione" dei due partiti era solo una manovra per eliminare il PKB dall'opposizione. Il PKB ha rifiutato la fusione e nel 2009 ha cambiato nome in Partito Bielorusso della Sinistra "Un mondo giusto".
In quanto membro dell'Unione dei Partiti Comunisti, il Partito Comunista di Bielorussia è legato a molti più partiti comunisti dell'area ex-sovietica rispetto a "Mondo Giusto", che è da loro considerato un partito filo-occidentale.

## Risultati elettorali
| Elezione          | Capo partito     | Voti        | %           | Seggi    | +/– | Posizione   |
| ----------------- | ---------------- | ----------- | ----------- | -------- | --- | ----------- |
| Parlamentari 2000 | -                | sconosciuto | sconosciuto | 6 / 260  | 6   | Maggioranza |
| Parlamentari 2004 | Tatiana Golubeva | 334.383     | 5,31        | 8 / 110  | 2   | Maggioranza |
| Parlamentari 2008 | Ihar Karpenka    | 229.986     | 4,27        | 6 / 110  | 2   | Maggioranza |
| Parlamentari 2012 | Ihar Karpenka    | 141.095     | 2,69        | 3 / 110  | 3   | Maggioranza |
| Parlamentari 2016 | Ihar Karpenka    | 380.770     | 7,40        | 8 / 110  | 5   | Maggioranza |
| Parlamentari 2019 | Ihar Karpenka    | 559.537     | 10,62       | 11 / 110 | 3   | Maggioranza |
| Parlamentari 2024 | Ihar Karpenka    | 442.382     | 6,40        | 8 / 110  | 3   | Maggioranza |

### Elezioni Presidenziali
| Elezione | Candidato            | 1º Turno  | 1º Turno | 2º Turno | 2º Turno | Risultato  |
| Elezione | Candidato            | Voti      | %        | Voti     | %        | Risultato  |
| -------- | -------------------- | --------- | -------- | -------- | -------- | ---------- |
| 2001     | Alexander Lukashenko | 4.666.680 | 76%      |          |          | Eletto     |
| 2006     | Alexander Lukashenko | 5 501.249 | 83%      |          |          | Eletto     |
| 2010     | Alexander Lukashenko | 5.130.557 | 80%      |          |          | Eletto     |
| 2015     | Alexander Lukashenko | 5.102.478 | 83%      |          |          | Eletto     |
| 2020     | Alexander Lukashenko | 4.661.075 | 80%      |          |          | Eletto     |
| 2025     | Sjarhej Syrankoŭ     | 201.930   | 4%       |          |          | Non Eletto |

## Testi
- 20 IMCWP, Written contribution of CP of Belarus, 2018, in https://www.solidnet.org/article/20-IMCWP-Written-contribution-of-CP-of-Belarus/ Archiviato il 6 agosto 2020 in Internet Archive.[5].